# Nikolaus Popping
Nikolaus Popping (* ; † 17. Januar 1583 in Lübeck) war ein deutscher Jurist, Sekretär des Hansekontors in Antwerpen  und Ratssekretär der Hansestadt Lübeck.

## Leben
Nikolaus Popping war Sohn des Lübecker Bergenfahrers Sondag Popping. Mit dem Lübecker Ratssekretär Thomas Rehbein war er verschwägert. Er studierte 1552 Rechtswissenschaften an der Universität Wittenberg und an der Universität Rostock. Seine Studien schloss er mit dem Magister ab. Von 1558 bis 1564 war er Sekretär des Hansekontors in Antwerpen. 1565 wurde er vom Lübecker Rat als Registrator eingestellt und 1569 zum Ratssekretär ernannt. Das Oberstadtbuch führte er ab 1578, seine Ernennung zum Protonotar erfolgte erst 1579. Sein Sohn Friedrich Popping wurde ebenfalls Ratssekretär in Lübeck, sein Enkel Johann Pöpping stieg vom Ratssekretär zum Ratsherrn auf.